# Anthony Likiliki
Anthony Kinalea Likiliki (19 dicembre 1999) è un calciatore tongano, centrocampista del Veitongo e della Nazionale tongana.

## Carriera

### Club
Inizia la carriera nel 2015 con il Veitongo, con cui nel 2016 gioca una partita nei turni preliminari della OFC Champions League.

### Nazionale
Esordisce con la Nazionale tongana il 2 settembre 2015 nella partita di qualificazione ai Mondiali 2018 Tonga-Samoa Americane (1-2), il che lo rende il più giovane giocatore a debuttare in nazionale ed il più giovane a disputare una partita di una nazionale affiliata alla Oceania Football Confederation.